# Église Saint-Grégoire de Tesson
L'église Saint-Grégoire est une église catholique située à Tesson, en France.

## Localisation
L'église est située dans le département français de la Charente-Maritime, sur la commune de Tesson.

## Historique
Illustrant la transition entre l'art roman et le gothique en Saintonge, elle fut édifiée principalement pendant la deuxième moitié du XIIe siècle.
Elle est consacrée à saint Grégoire, en l’occurrence Grégoire Ier dit le Grand, comme l'atteste une  charte de 1085 de l’Abbaye de Saint-Florent près de Saumur . Cette charte en latin transcrit le don fait à cette abbaye par un « Constantin le Gras, noble chevalier de Pons », qui avait fait construire l’église primitive consacrée à « saint Grégoire, pape ».

## Description
La façade (côté ouest) comporte un portail en plein cintre encadré par deux arcs aveugles. Les cinq voussures du portail sont ornées de pointes de diamant. Au niveau supérieur, des élégantes colonnettes, la plupart jumelées et qui supportaient des arcs aujourd'hui disparus, sont surmontées par un fronton triangulaire. Aux deux angles du fronton, en haut relief, deux étranges sculptures représenteraient l’attaque d’un pèlerin de Saint-Jacques de Compostelle avec, à gauche, un pèlerin et, à droite, un brigand armé d’une hache.
À la croisée du transept, légèrement désaxée par rapport au reste de l'édifice, se dessine une voûte d'arêtes avec un oculus fermé. Mais des faisceaux de colonnes sont collés aux quatre angles pour recevoir une croisée d’ogives (début XIIIe siècle), là où une coupole a peut-être été envisagée. Le reste de la nef a aussi été recouvert, à la même époque (début XIIIe siècle), de voûtes d'ogives dont les nervures retombent parfois maladroitement sur les chapiteaux qui sont romans. Le chœur et les bras du transept sont voûtés en berceau brisé et le chevet compte sept pans. Il n'y a aucune mention connue de l'existence d'une éventuelle crypte.
Le dernier clocher que supportait la croisée du transept était carré et a été démoli en 1883 vu son état. Il a été remplacé à la fin du XIXe siècle (1885 voire 1892) par un nouveau clocher, placé au nord de la nef.
Le mur sud de la nef est percé, sous deux arcs formerets, de deux ouvertures, l’une en forme de trèfle, l’autre en forme de lune.
La cloche de bronze, don de Jean de Bremond, seigneur de Tesson, daterait de 1583.
À l’intérieur, sur le mur est du bras sud du transept, une plaque de marbre (100 cm x 50 cm) rappelle les bienfaits du marquis Étienne Louis Antoine Guinot de Monconseil (1695-1782), le personnage célèbre de la commune. Selon le livre de Robert Colle, le blason, que l'on a du mal à discerner, qui se trouve au-dessus du sommet du portail de l'église et au pied de la croix, est son blason.

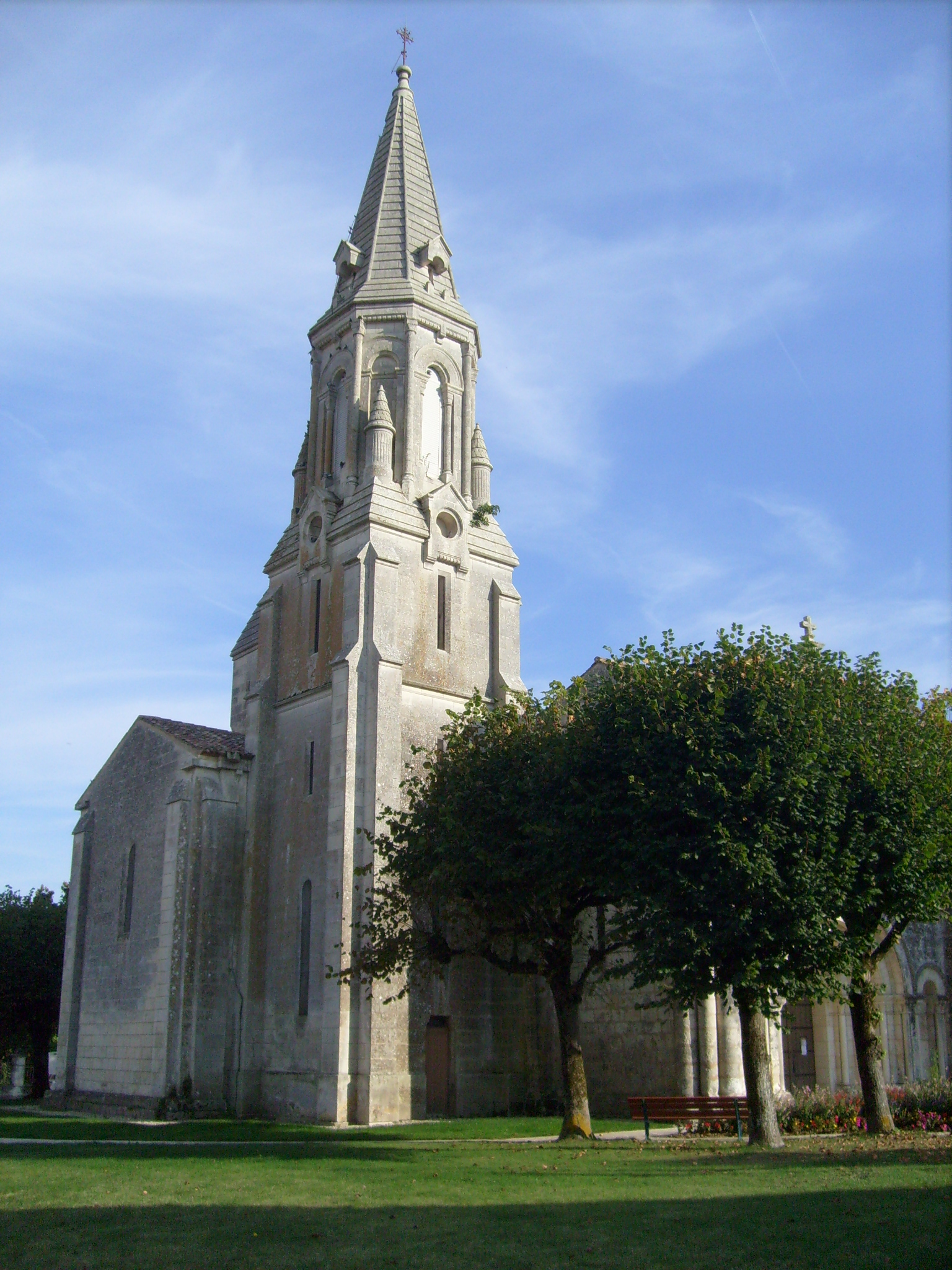
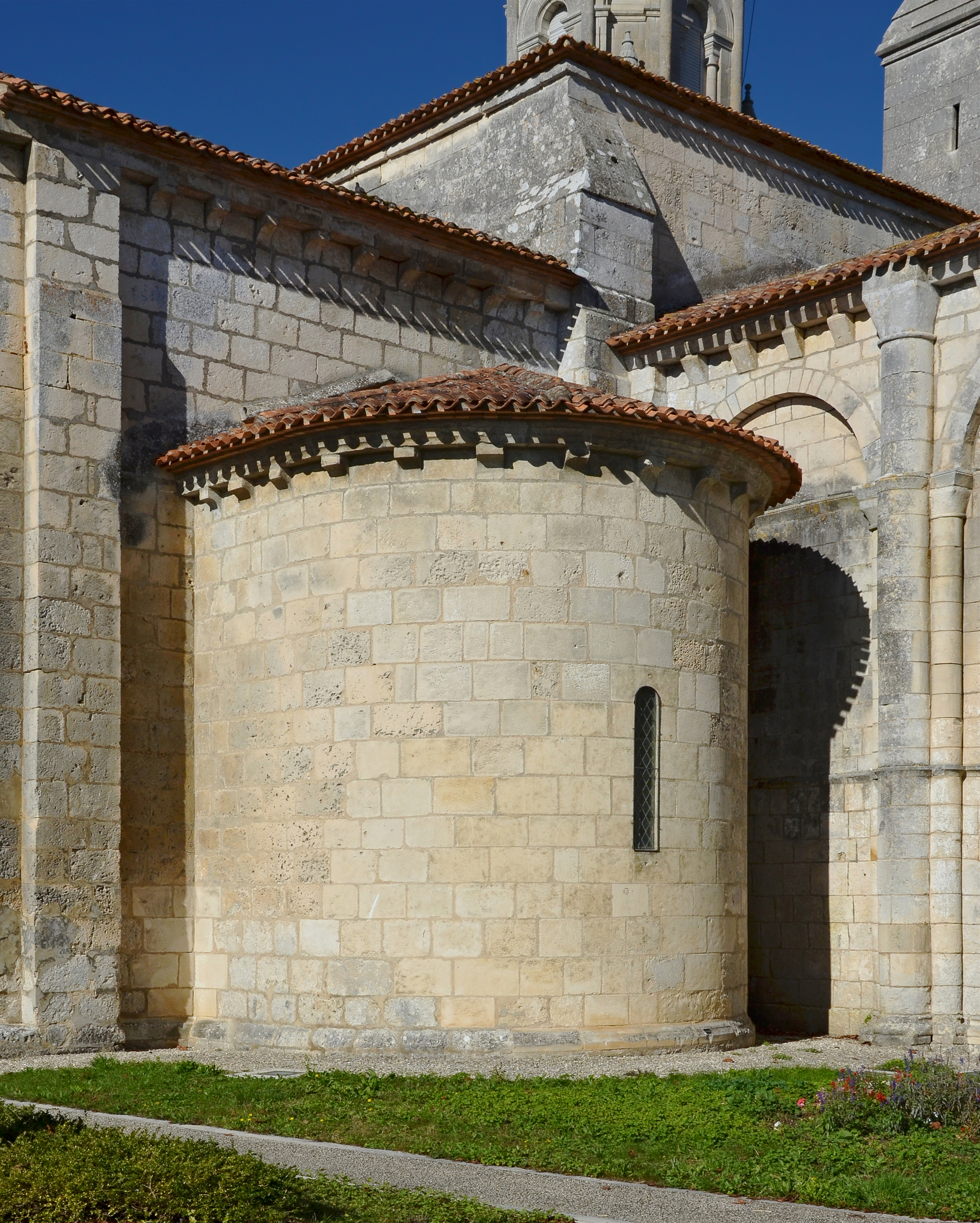
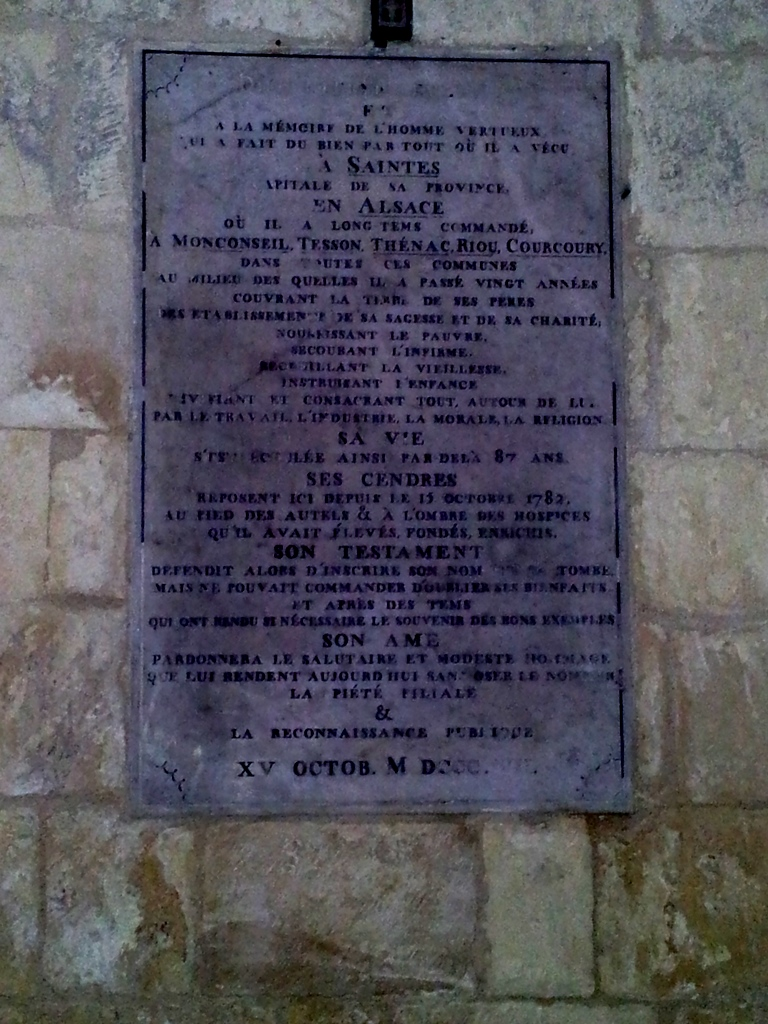
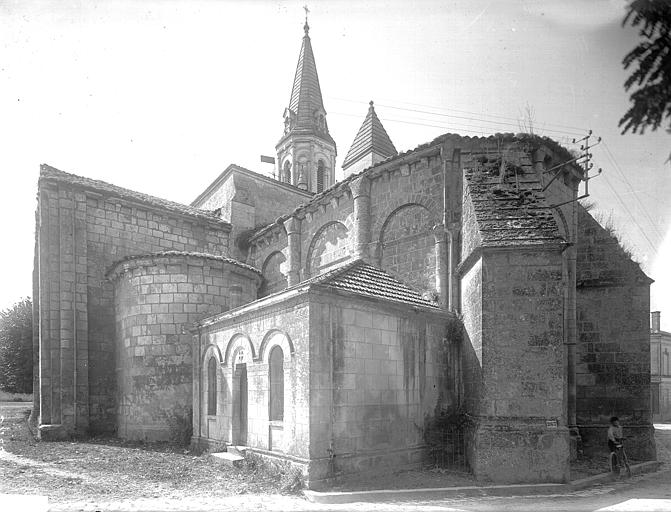
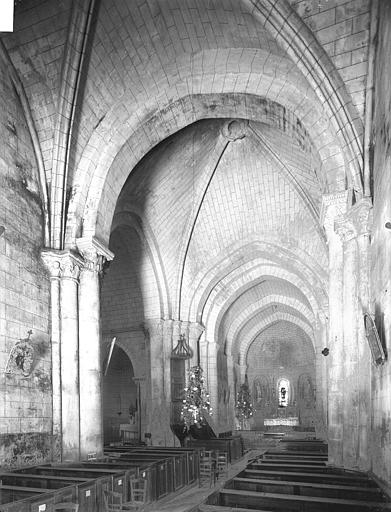
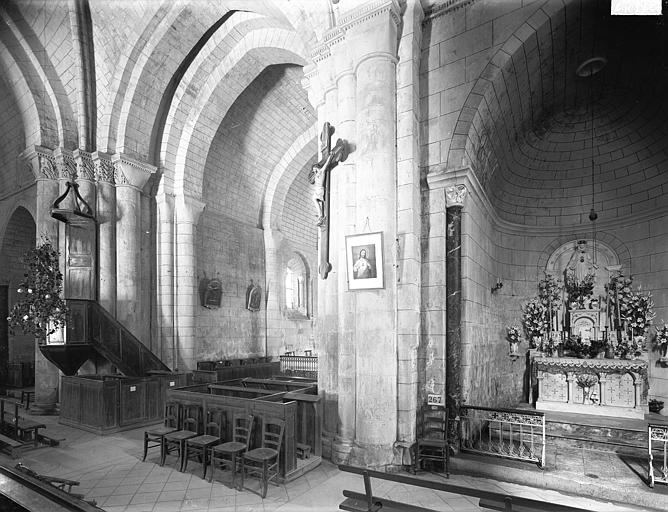

## Protection
L'église Saint-Grégoire (à l'exception du clocher) est classée au titre des monuments historiques depuis 1910.